# El Perú (canción de Juan Gabriel)
«El Perú» es el título de una canción compuesta por el cantautor mexicano Juan Gabriel, fue lanzada durante un concierto del cantante en el Perú en 2012.

## Descripción
El tema lleva una mezcla de ritmos desde rancheras hasta el ritmo de la  zarzuela peruana El cóndor pasa…, además de llevar la frase Jipi jay del cantante Pepe Vásquez.
La canción trata sobre las experiencias de Juan Gabriel durante su primer concierto en el Perú, en 1993, haciendo gala de su gastronomía y su gente.